# Asbecesta variabilis
Asbecesta variabilis es un insecto coleóptero de la familia Chrysomelidae. Fue descrita científicamente por primera vez en 1895 por Weise.